# Elecciones provinciales de Salta de 1973
Las elecciones generales de la provincia de Salta de 1973 tuvieron lugar el 11 de marzo del mencionado año, al mismo tiempo que las elecciones presidenciales y legislativas a nivel nacional. Se realizaron con el objetivo de restaurar las instituciones democráticas constitucionales de la provincia después de casi siete años de la dictadura militar autodenominada Revolución Argentina, y dieciocho de la proscripción del Partido Justicialista (PJ).
El candidato justicialista Miguel Ragone, con Olivio Ríos como compañero de fórmula, resultó elegido gobernador por aplastante margen al derrotar en primera vuelta al exgobernador Ricardo Joaquín Durand, del Movimiento Popular Salteño (MPS), con el 57% de los votos contra el 15% de su contrincante. De este modo evitó tener que concurrir a una segunda vuelta electoral o balotaje. En tercer lugar quedó Miguel Martínez Saravía, de la Unión Cívica Radical (UCR), con solo el 13% de los votos. La participación electoral se ubicó en un 77% del electorado registrado, un ligero incremento con respecto a las anteriores elecciones. Los cargos electos asumieron el 25 de mayo de 1973, al mismo tiempo que las autoridades nacionales.
Ragone no pudo completar el mandato constitucional. Debido a su pertenencia a la llamada "Tendencia Revolucionaria del Peronismo" (La Tendencia) la provincia fue intervenida por el gobierno de María Estela Martínez de Perón el 23 de noviembre de 1974 y, tan solo 13 días antes del Golpe de Estado del 24 de marzo de 1976, el exgobernador desapareció.

## Resultados

### Gobernador y Vicegobernador
|  | 57,16 % |

|  | 15,67 % |

|  | 13,11 % |

|  | 5,50 % |

|  | 5,08 % |

|  | 1,50 % |

|  | 1,02 % |

|  | 0,64 % |

|  | 0,32 % |

|  | 98,14 % |

|  | 1,26 % |

|  | 0,60 % |

|  | 100 % |

|  | 77,33 % |

### Cámara de Diputados
| Partido                            | Partido                            | Votos   | %     | Bancas |
| ---------------------------------- | ---------------------------------- | ------- | ----- | ------ |
|                                    | Partido Justicialista              | 120.443 | 57,35 | 42/60  |
|                                    | Movimiento Popular Salteño         | 30.883  | 14,71 | 8/60   |
|                                    | Unión Cívica Radical               | 27.810  | 13,24 | 9/60   |
|                                    | Movimiento Federal                 | 11.610  | 5,53  |        |
|                                    | Unión Provincial                   | 11.539  | 5,49  | 1/60   |
|                                    | Nueva Fuerza                       | 3.524   | 1,68  |        |
|                                    | Partido Revolucionario Cristiano   | 1.849   | 0,88  |        |
|                                    | Unión Popular                      | 1.644   | 0,78  |        |
|                                    | Frente de Izquierda Popular        | 703     | 0,33  |        |
|                                    |                                    |         |       |        |
| Votos válidos                      | Votos válidos                      | 210.005 | 98,51 |        |
| Votos en blanco                    | Votos en blanco                    | 1.891   | 0,89  |        |
| Votos anulados                     | Votos anulados                     | 1.293   | 0,61  |        |
| Total de votos                     | Total de votos                     | 213.189 | 100   |        |
| Votantes registrados/participación | Votantes registrados/participación | 279.998 | 76,14 |        |
| Fuente:                            |                                    |         |       |        |

#### Resultados por secciones electorales

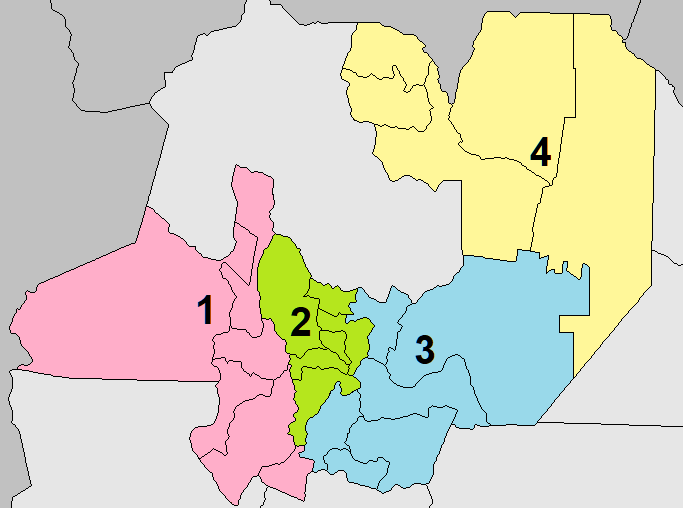
Secciones electorales:
1ª Sección
2ª Sección
3ª Sección
4ª Sección

| 1ª Sección Electoral 6 Diputados   | 1ª Sección Electoral 6 Diputados | 1ª Sección Electoral 6 Diputados | 1ª Sección Electoral 6 Diputados | 1ª Sección Electoral 6 Diputados | 1ª Sección Electoral 6 Diputados |
| Partido                            | Partido                          | Votos                            | %                                | Bancas                           | Electos |
| ---------------------------------- | -------------------------------- | -------------------------------- | -------------------------------- | -------------------------------- | --- |
|                                    | Partido Justicialista            | 6.491                            | 57,07                            | 4/6                              | Ver electos: - Juan Choque - Domingo Carrizo - Delfín Facundo Cisneros - Amador Cardozo |
|                                    | Unión Provincial                 | 1.588                            | 13,96                            | 1/6                              | - Humberto César Oliver |
|                                    | Movimiento Popular Salteño       | 1.421                            | 12,49                            | 1/6                              | - Félix Eleuterio Cardozo |
|                                    | Unión Cívica Radical             | 1.392                            | 12,24                            |                                  | |
|                                    | Nueva Fuerza                     | 251                              | 2,21                             |                                  | |
|                                    | Movimiento Federal               | 143                              | 1,26                             |                                  | |
|                                    | Frente de Izquierda Popular      | 43                               | 0,38                             |                                  | |
|                                    | Partido Revolucionario Cristiano | 38                               | 0,33                             |                                  | |
|                                    | Unión Popular                    | 7                                | 0,06                             |                                  | |
|                                    |                                  |                                  |                                  |                                  | |
| Votos válidos                      | Votos válidos                    | 11.374                           | 98,54                            |                                  | |
| Votos en blanco                    | Votos en blanco                  | 92                               | 0,80                             |                                  | |
| Votos anulados                     | Votos anulados                   | 77                               | 0,67                             |                                  | |
| Total de votos                     | Total de votos                   | 11.543                           | 100                              |                                  | |
| Votantes registrados/participación |                                  |                                  |                                  |                                  | |
| 2ª Sección Electoral 22 Diputados  |                                  |                                  |                                  |                                  | |
| Partido                            | Partido                          | Votos                            | %                                | Bancas                           | Electos |
|                                    | Partido Justicialista            | 57.208                           | 55,43                            | 15/22                            | Ver electos: - Néstor Salomón - Elisa López - Abraham Rallé - C. Eusebio Chávez Díaz - Aldo Teodosio Guerra - Carlos Manuel Carrasco - Luis A. Enrique Borelli - José Paulino Aramayo - Claudio Murúa - Andrés Usqueda - Pedro Marcelino Bulacio - Gregorio Gullo - Santiago Adolfo López - H. Natalia Rodríguez - Francisco J. Carlos Cuello |
|                                    | Movimiento Popular Salteño       | 17.660                           | 17,11                            | 4/22                             | Ver electos: - Venancio Guadi Dagum - José Asencio Orquera - Elsa M. Eloísa Lucero - Francisco Resina |
|                                    | Unión Cívica Radical             | 11.035                           | 10,69                            | 3/22                             | Ver electos: - Juan Carlos Castiella - Armando Ubiña - Nicolás Juan Presti Gentile |
|                                    | Movimiento Federal               | 7.801                            | 7,56                             |                                  | |
|                                    | Unión Provincial                 | 4.898                            | 4,75                             |                                  | |
|                                    | Nueva Fuerza                     | 1.652                            | 1,60                             |                                  | |
|                                    | Unión Popular                    | 1.301                            | 1,26                             |                                  | |
|                                    | Partido Revolucionario Cristiano | 1.254                            | 1,21                             |                                  | |
|                                    | Frente de Izquierda Popular      | 404                              | 0,39                             |                                  | |
|                                    |                                  |                                  |                                  |                                  | |
| Votos válidos                      | Votos válidos                    | 103.213                          | 98,63                            |                                  | |
| Votos en blanco                    | Votos en blanco                  | 707                              | 0,68                             |                                  | |
| Votos anulados                     | Votos anulados                   | 722                              | 0,69                             |                                  | |
| Total de votos                     | Total de votos                   | 104.642                          | 100                              |                                  | |
| Votantes registrados/participación |                                  |                                  |                                  |                                  | |
| 3ª Sección Electoral 16 Diputados  |                                  |                                  |                                  |                                  | |
| Partido                            | Partido                          | Votos                            | %                                | Bancas                           | Electos |
|                                    | Partido Justicialista            | 22.871                           | 50,85                            | 10/16                            | Ver electos: - Luis Eduardo Rizo Patrón - Florencio Mansilla - Juan Carlos Borelli - Hugo Luis Poma - Baltazar Adán Noguera - Pedro Alberto Cordero - Telésforo Peñaloza - Luis Cari - Francisco Lavilla - Juan Carlos Sánchez |
|                                    | Unión Cívica Radical             | 10.027                           | 22,29                            | 4/16                             | Ver electos: - Antonio Moraga - Ernesto Domingo Azurmendi - Ángel Torrente - José Fernando Cramorro |
|                                    | Movimiento Popular Salteño       | 6.677                            | 14,85                            | 2/16                             | - Juan Luis Barroso - Luis Hugo Mena |
|                                    | Unión Provincial                 | 2.251                            | 5,01                             |                                  | |
|                                    | Movimiento Federal               | 1.565                            | 3,48                             |                                  | |
|                                    | Nueva Fuerza                     | 857                              | 1,91                             |                                  | |
|                                    | Partido Revolucionario Cristiano | 419                              | 0,93                             |                                  | |
|                                    | Unión Popular                    | 205                              | 0,46                             |                                  | |
|                                    | Frente de Izquierda Popular      | 103                              | 0,23                             |                                  | |
|                                    |                                  |                                  |                                  |                                  | |
| Votos válidos                      | Votos válidos                    | 44.975                           | 98,61                            |                                  | |
| Votos en blanco                    | Votos en blanco                  | 400                              | 0,88                             |                                  | |
| Votos anulados                     | Votos anulados                   | 236                              | 0,52                             |                                  | |
| Total de votos                     | Total de votos                   | 45.611                           | 100                              |                                  | |
| Votantes registrados/participación |                                  |                                  |                                  |                                  | |
| 4ª Sección Electoral 16 Diputados  |                                  |                                  |                                  |                                  | |
| Partido                            | Partido                          | Votos                            | %                                | Bancas                           | Electos |
|                                    | Partido Justicialista            | 33.873                           | 67,15                            | 13/16                            | Ver electos: - Adrián Enrique Fernández - Luis Alberto Giarda - Lucio Alberto Heredia - Selestino H. Acevedo - Lucas Arias - Ernesto J. Hermosilla - Hugo Marcos Cejas - Benjamín Rafael Femayor - Feliciano Antonio González - Félix Jalit - Félix Mario Burgos - Víctor Torres - Juan Morales                                               |
|                                    | Unión Cívica Radical             | 5.356                            | 10,62                            | 2/16                             | - Victorio Ángel Durán - Manuel Pedro Flores |
|                                    | Movimiento Popular Salteño       | 5.125                            | 10,16                            | 1/16                             | - Miguel Chibán |
|                                    | Unión Provincial                 | 2.802                            | 5,55                             |                                  | |
|                                    | Movimiento Federal               | 2.101                            | 4,17                             |                                  | |
|                                    | Nueva Fuerza                     | 764                              | 1,51                             |                                  | |
|                                    | Frente de Izquierda Popular      | 153                              | 0,30                             |                                  | |
|                                    | Partido Revolucionario Cristiano | 138                              | 0,27                             |                                  | |
|                                    | Unión Popular                    | 131                              | 0,26                             |                                  | |
|                                    |                                  |                                  |                                  |                                  | |
| Votos válidos                      | Votos válidos                    | 50.443                           | 98,15                            |                                  | |
| Votos en blanco                    | Votos en blanco                  | 692                              | 1,35                             |                                  | |
| Votos anulados                     | Votos anulados                   | 258                              | 0,50                             |                                  | |
| Total de votos                     | Total de votos                   | 51.393                           | 100                              |                                  | |
| Votantes registrados/participación |                                  |                                  |                                  |                                  | |

### Cámara de Senadores
| Partido                            | Partido                            | Votos   | %     | Bancas |
| ---------------------------------- | ---------------------------------- | ------- | ----- | ------ |
|                                    | Partido Justicialista              | 121.006 | 57,39 | 18/23  |
|                                    | Movimiento Popular Salteño         | 30.906  | 14,66 | 3/23   |
|                                    | Unión Cívica Radical               | 27.829  | 13,20 | 1/23   |
|                                    | Movimiento Federal                 | 11.542  | 5,47  |        |
|                                    | Unión Provincial                   | 11.620  | 5,51  | 1/23   |
|                                    | Nueva Fuerza                       | 3.555   | 1,69  |        |
|                                    | Partido Revolucionario Cristiano   | 2.207   | 1,05  |        |
|                                    | Unión Popular                      | 1.490   | 0,71  |        |
|                                    | Frente de Izquierda Popular        | 696     | 0,33  |        |
|                                    |                                    |         |       |        |
| Votos válidos                      | Votos válidos                      | 210.851 | 98,51 |        |
| Votos en blanco                    | Votos en blanco                    | 1.891   | 0,88  |        |
| Votos anulados                     | Votos anulados                     | 1.293   | 0,60  |        |
| Total de votos                     | Total de votos                     | 214.035 | 100   |        |
| Votantes registrados/participación | Votantes registrados/participación | 279.998 | 76,44 |        |
| Fuente:                            |                                    |         |       |        |

#### Resultados por secciones electorales
| 1ª Sección Electoral 6 Senadores   | 1ª Sección Electoral 6 Senadores | 1ª Sección Electoral 6 Senadores | 1ª Sección Electoral 6 Senadores | 1ª Sección Electoral 6 Senadores | 1ª Sección Electoral 6 Senadores                                                                                         |
| Partido                            | Partido                          | Votos                            | %                                | Bancas                           | Electos |
| ---------------------------------- | -------------------------------- | -------------------------------- | -------------------------------- | -------------------------------- | --- |
|                                    | Partido Justicialista            | 6.483                            | 56,97                            | 4/6                              | Ver electos: - Celestino Correa - Severo Herrera - Julia Corimayo - Pablo Salomón Ríos                                   |
|                                    | Unión Provincial                 | 1.605                            | 14,10                            | 1/6                              | - Luis Herrero |
|                                    | Movimiento Popular Salteño       | 1.417                            | 12,45                            | 1/6                              | - Juan Carlos Guerra |
|                                    | Unión Cívica Radical             | 1.390                            | 12,21                            |                                  | |
|                                    | Nueva Fuerza                     | 251                              | 2,21                             |                                  | |
|                                    | Movimiento Federal               | 146                              | 1,28                             |                                  | |
|                                    | Frente de Izquierda Popular      | 43                               | 0,38                             |                                  | |
|                                    | Partido Revolucionario Cristiano | 38                               | 0,33                             |                                  | |
|                                    | Unión Popular                    | 7                                | 0,06                             |                                  | |
|                                    |                                  |                                  |                                  |                                  | |
| Votos válidos                      | Votos válidos                    | 11.380                           | 98,54                            |                                  | |
| Votos en blanco                    | Votos en blanco                  | 92                               | 0,80                             |                                  | |
| Votos anulados                     | Votos anulados                   | 77                               | 0,67                             |                                  | |
| Total de votos                     | Total de votos                   | 11.549                           | 100                              |                                  | |
| Votantes registrados/participación |                                  |                                  |                                  |                                  | |
| 2ª Sección Electoral 6 Senadores   |                                  |                                  |                                  |                                  | |
| Partido                            | Partido                          | Votos                            | %                                | Bancas                           | Electos |
|                                    | Partido Justicialista            | 57.415                           | 55,51                            | 5/6                              | Ver electos: - Juan Emilio Marocco - Nazario Alderete - Jorge Justo Caro - Julio Oscar Maidana - Juan Eusebio Jorge Royo |
|                                    | Movimiento Popular Salteño       | 17.709                           | 17,12                            | 1/6                              | - Julio Fortunato Temer                                                                                                  |
|                                    | Unión Cívica Radical             | 11.125                           | 10,76                            |                                  | |
|                                    | Movimiento Federal               | 7.764                            | 7,51                             |                                  | |
|                                    | Unión Provincial                 | 4.942                            | 4,78                             |                                  | |
|                                    | Nueva Fuerza                     | 1.616                            | 1,56                             |                                  | |
|                                    | Partido Revolucionario Cristiano | 1.326                            | 1,28                             |                                  | |
|                                    | Unión Popular                    | 1.132                            | 1,09                             |                                  | |
|                                    | Frente de Izquierda Popular      | 403                              | 0,39                             |                                  | |
|                                    |                                  |                                  |                                  |                                  | |
| Votos válidos                      | Votos válidos                    | 103.432                          | 98,64                            |                                  | |
| Votos en blanco                    | Votos en blanco                  | 707                              | 0,67                             |                                  | |
| Votos anulados                     | Votos anulados                   | 722                              | 0,69                             |                                  | |
| Total de votos                     | Total de votos                   | 104.861                          | 100                              |                                  | |
| Votantes registrados/participación |                                  |                                  |                                  |                                  | |
| 3ª Sección Electoral 6 Senadores   |                                  |                                  |                                  |                                  | |
| Partido                            | Partido                          | Votos                            | %                                | Bancas                           | Electos |
|                                    | Partido Justicialista            | 23.032                           | 51,05                            | 4/6                              | Ver electos: - C. Ernesto Mugas Saldivia - Julia del Carmen Cruz - Antonio Luis Santillán - Cruz Hipólito Ahumada        |
|                                    | Unión Cívica Radical             | 9.954                            | 22,06                            | 1/6                              | - Diógenes Zapata |
|                                    | Movimiento Popular Salteño       | 6.635                            | 14,71                            | 1/6                              | - Sixto Doroteo Ramírez                                                                                                  |
|                                    | Unión Provincial                 | 2.268                            | 5,03                             |                                  | |
|                                    | Movimiento Federal               | 1.542                            | 3,42                             |                                  | |
|                                    | Nueva Fuerza                     | 920                              | 2,04                             |                                  | |
|                                    | Partido Revolucionario Cristiano | 448                              | 0,99                             |                                  | |
|                                    | Unión Popular                    | 221                              | 0,49                             |                                  | |
|                                    | Frente de Izquierda Popular      | 96                               | 0,21                             |                                  | |
|                                    |                                  |                                  |                                  |                                  | |
| Votos válidos                      | Votos válidos                    | 45.116                           | 98,61                            |                                  | |
| Votos en blanco                    | Votos en blanco                  | 400                              | 0,87                             |                                  | |
| Votos anulados                     | Votos anulados                   | 236                              | 0,52                             |                                  | |
| Total de votos                     | Total de votos                   | 45.752                           | 100                              |                                  | |
| Votantes registrados/participación |                                  |                                  |                                  |                                  | |
| 4ª Sección Electoral 5 Senadores   |                                  |                                  |                                  |                                  | |
| Partido                            | Partido                          | Votos                            | %                                | Bancas                           | Electos |
|                                    | Partido Justicialista            | 34.076                           | 66,92                            | 5/5                              | Ver electos: - Héctor Hugo Heredia - Eliseo Barbera - Osvaldo Froilán Bravo - Agustín Tacacho - Elva Martina Segura      |
|                                    | Unión Cívica Radical             | 5.360                            | 10,53                            |                                  | |
|                                    | Movimiento Popular Salteño       | 5.145                            | 10,10                            |                                  | |
|                                    | Unión Provincial                 | 2.805                            | 5,51                             |                                  | |
|                                    | Movimiento Federal               | 2.090                            | 4,10                             |                                  | |
|                                    | Nueva Fuerza                     | 768                              | 1,51                             |                                  | |
|                                    | Partido Revolucionario Cristiano | 395                              | 0,78                             |                                  | |
|                                    | Frente de Izquierda Popular      | 154                              | 0,30                             |                                  | |
|                                    | Unión Popular                    | 130                              | 0,26                             |                                  | |
|                                    |                                  |                                  |                                  |                                  | |
| Votos válidos                      | Votos válidos                    | 50.923                           | 98,17                            |                                  | |
| Votos en blanco                    | Votos en blanco                  | 692                              | 1,33                             |                                  | |
| Votos anulados                     | Votos anulados                   | 258                              | 0,50                             |                                  | |
| Total de votos                     | Total de votos                   | 51.873                           | 100                              |                                  | |
| Votantes registrados/participación |                                  |                                  |                                  |                                  | |